# Gaius Caecilius Strabo
Gaius Caecilius Strabo (* 1. Jahrhundert; † 117) war ein im 2. Jahrhundert n. Chr. lebender römischer Politiker.
Durch ein Militärdiplom, das auf den 24. September 105 datiert ist, ist belegt, dass Caecilius Strabo 105 zusammen mit Marcus Vitorius Marcellus Suffektkonsul war; die beiden übten das Amt von September bis Dezember aus.
Caecilius Strabo wird in zwei Inschriften für die Jahre 101 und 105 als Mitglied der Arvalbrüder aufgeführt. Aus einer weiteren Inschrift geht hervor, dass er 117 starb.